# Najran
Pour les articles homonymes, voir Najran (homonymie).
Najran (arabe : نجران) est une ville d'Arabie saoudite, située à l'extrême sud-ouest du pays, à la frontière avec le Yémen, dans la province de Najran dont elle est la capitale. La ville nouvelle, en croissance très rapide, compte actuellement plus de 246 880 habitants, soit la moitié des habitants de la province.

## Histoire ancienne

Najran comme débouché des pistes caravanières d'Arabie du sud au Ier siècle apr. J.-C.

Dans les temps anciens, le nom de Najran valait pour l'ensemble de l'oasis. La ville même, aujourd'hui les ruines d'Al-Ukhdood, s'appelait probablement RagMat. L'oasis de Najran est située dans la zone d'implantation de Muh'amir, et au début de la route commerciale de l'encens, la route de l'encens, donc de grande importance stratégique. 
Vers -685, le roi sabéen Mukarrib Karib'il Watar I s'empare de l'oasis de Najran. Vers -510, son successeur Yithi'amar Bayin détruit la ville. Elle semble être ensuite tombée sous domination minéenne, puis sabéenne. Dans sa tentative de conquête de l'Arabia felix, le général romain Gallus Aelius, en -25, défait les Nadjranais, dans une grande bataille. Selon Strabon, c'est alors la ville frontière nord du royaume de Saba. 
Vers 250, les Najraniens s'allient aux Abyssins, qui leur envoient un gouverneur nommé SBQLM dans les inscriptions. Le roi sabéo-himyarite Ilscharah Yahdib soumet cette rébellion. Vers 328, Najran est une cible lors d'une campagne de l'Arabie du Nord, sous le roi lakhmide Imru'l-Qays bin Amr.
L'influence des Abyssins permet de développer une importante communauté chrétienne à Najran, qui, au début du VIe siècle, s'allie de nouveau avec les Aksumites. Le roi Yusuf Asar Dhu Nuwas, converti au judaïsme, s'empare de Najran en 517, et organise un massacre des chrétiens, désormais connu comme les Martyrs de Najran.
Plus tard, Najran perd de son importance. Selon la relation d'Ibn Al-Mujawir, juifs et chrétiens forment encore au XIIIe siècle les deux tiers de la population de Najran.

## Histoire récente
Najran a longtemps été rattachée au Yémen. En témoignent dialectes, lois tribales, coutumes diverses, architecture. Des relations privilégiées existent avec la province voisine d'Asir. En 1934, l'Arabie saoudite annexe Najran, à la suite de troubles et de mouvements de troupes yéménites, en relation avec l'émirat idrisside d'Asir.
La population juive restante s'estime persécutée et près de 200 juifs s'enfuient au Yémen, à Aden, en septembre et octobre 1949. Le roi saoudien Abdelaziz Al Saoud exige leur retour, mais le roi yéménite Ahmad bin Yahya refuse, parce que ces réfugiés juifs sont yéménites d'origine. Après une installation au camp de Hashid, ou Mahane Geula, ils sont transportés par avion en Israël, dans le cadre de l'Opération Tapis Volant.
La ville ancienne, Aba Sa'ud, ou Abul Saud, laisse la place à la nouvelle ville de Najran.

## Sociologie
La population de Najran est d'origine variée et mêlée. Najran est habité par la tribu Yam et ils sont divisés en écoles sunnites et ismaéliennes 

## Tourisme
- à visiter :

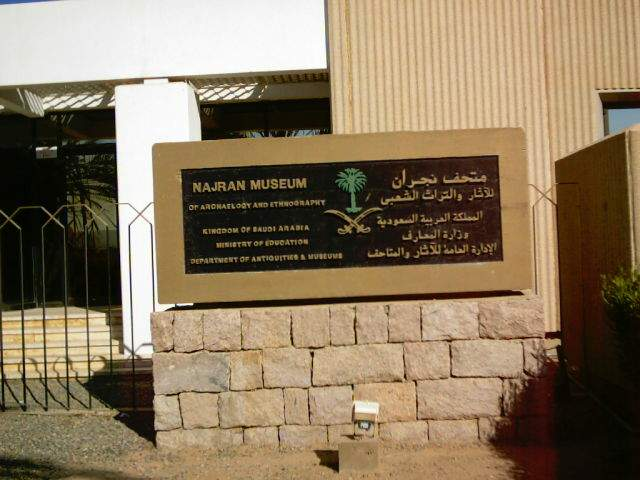
Entrée du musée de Najran

  - Najran Fort, complexe militaire construit à partir de 1942, déclassé en 1967, et la mosquée antérieure intégrée,
  - Al-Ukhdud Archaelogical Site & Museum, accès libre,
  - Al-Aan Palace,
  - les marchés traditionnels,
- Hôtels : Najran Hotel, Holiday Inn Najran,
- Restaurants : Lahore Pakistani, Hori,
- Aéroport : de/vers Jeddah, Riyadh, Dammam, Jizan, Sharurah...
- Bus : de/vers Jizan, Riyadh, Jeddah, Abha, Sharurah...